# Yuusei Kamen
Yuusei Kamen (яп. 遊星仮面 Ю:сэй камэн) — японский чёрно-белый аниме-сериал, выпущенный студией Tele-Cartoon Japan транслировался впервые в Японии с 3 июля 1966 года по 21 февраля 1967 года. Всего выпущено 39 серий аниме. Сериал также транслировался на территории Испании и Бразилии.

## Сюжет
В футуристическом 2001 году человечество дружится с инопланетной цивилизацией — пинеронами. Однако в результате злого заговора группы солдат и учёных обоих рас, на земле разрушены несколько городов, и 2 цивилизации развязывают между собой войну. В заговор были вовлечены и родители Хойхэнсу, отец погиб, а мать была сослана в лагерь. Земля оказалась завоёванной пинеронами. Хойхэнсу и его младшая сестра попали под опеку профессора Сократа, давнего друга их отца. В руки Хойхэнсу попадают необычные очки, которые придают сверх-способности. Так Хойхэнсу пытается закончить войну, раскрыв суть заговора — причину войны и вернуть обратно мать.

## Роль озвучивали
- Горо Ная — Хойхэнсу
- Кадзуо Харада — Сокуратон
- Кэй Томияма — Пикэ
- Киёси Кобаяси — Роберт
- Кёко Эми — Мариа
- Рё Исихара — Атлант
- Рюдзи Сайкати — профессор Имоши
- Тосико Фудзита — Юсэй Камэн
- Ёко Кури — Линда
- Юдзуру Фудзимото — Маск